# Ariane 3
För andra betydelser, se Ariane.
Ariane 3, fransktillverkad rymdraket från Aerospatiale. Raketen var i grunden en Ariane 2 raket med två startraketer.
Första uppskjutningen genomfördes 4 augusti 1984 från raketbasen Kourou i Franska Guyana i norra delen av Sydamerika. Den sista uppskjutningen skedde 11 juli 1989.

## Uppskjutningar
Se Lista över Ariane uppskjutningar för en lista över alla Ariane uppskjutningar.
Totalt gjordes elva uppskjutningar av Ariane 3 raketer. En uppskjutningen misslyckades då raketens tredje steg inte startade.